# سوشی ماساکی سائیتو
سوشی ماساکی سائیتو (انگلیسی: Sushi Masaki Saito) یک رستوران غذاهای ژاپنی در شهر تورنتو است که توسط سرآشپز «ماساکی سائیتو» اداره می‌شود. این رستوران، تنها رستوران شهر تورنتوست که دو ستارهٔ میشلن دارد.